# تیبریو دالنیکانو
تیبریو دالنیکانو (انگلیسی: Tiberiu Dolniceanu؛ زادهٔ ۳ آوریل ۱۹۸۸) شمشیرباز اهل رومانی است.